# Bologna Football Club 1957-1958
Questa voce raccoglie le informazioni riguardanti il Bologna Football Club nelle competizioni ufficiali della stagione 1957-1958.

## Stagione
Nella stagione 1957-1958 il Bologna disputa il campionato di Serie A, un torneo a diciotto squadre, con 34 punti in classifica si piazza in sesta posizione. Il titolo di Campione d'Italia va alla Juventus che vince il torneo con 51 punti, seconda la Fiorentina con 43 punti, terzo il sorprendente Padova con 42 punti, quarto il Napoli con 40 punti, quinta la Roma con 36 punti. L'Atalanta che si era piazzata penultima, è stata retrocessa all'ultimo posto e retrocessa in Serie B, su delibera della Commissione di controllo, vedi il caso Azzini, mentre il Verona è retrocesso perdendo gli spareggi con il Bari giunto secondo in Serie B.

## Divise
| Casa | Trasferta | Portiere |

## Rosa
| N. |                      | Ruolo | Calciatore         |
| -- | -------------------- | ----- | ------------------ |
|    | Italia (bandiera)    | P     | Attilio Santarelli |
|    | Italia (bandiera)    | P     | Anselmo Giorcelli  |
|    | Italia (bandiera)    | D     | Battista Rota      |
|    | Italia (bandiera)    | D     | Mirko Pavinato     |
|    | Italia (bandiera)    | D     | Giovanni Mialich   |
|    | Italia (bandiera)    | D     | Fedele Greco       |
|    | Italia (bandiera)    | D     | Bruno Capra        |
|    | Danimarca (bandiera) | C     | Axel Pilmark       |
|    | Italia (bandiera)    | C     | Luigi Bodi         |
|    | Italia (bandiera)    | C     | Vincenzo Gasperi   |

| N. |                       | Ruolo | Calciatore          |
| -- | --------------------- | ----- | ------------------- |
|    | Italia (bandiera)     | A     | Gino Pivatelli      |
|    | Argentina (bandiera)  | A     | Humberto Maschio    |
|    | Italia (bandiera)     | A     | Ezio Pascutti       |
|    | Italia (bandiera)     | A     | Francesco Randon    |
|    | Jugoslavia (bandiera) | A     | Bernard Vukas       |
|    | Italia (bandiera)     | A     | Giulio Bonafin      |
|    | Italia (bandiera)     | A     | Cesarino Cervellati |
|    | Italia (bandiera)     | A     | Giuseppe Malavasi   |
|    | Italia (bandiera)     | A     | Giancarlo Pomelli   |

## Risultati

### Serie A

#### Girone di andata
| Arbitro: | Grignani (Milano) |

|                     |           |                          |
| Vukas 63’ Capra 78’ | Marcatori | 58’ Lindskog 75’ Bettini |

| Arbitro: | Bonetto (Torino) |

|                                                              |           |                                     |
| Greco 18’ (aut.) Gasperi 28’ (aut.) Vivolo 50’ Selmosson 79’ | Marcatori | 24’ Pivatelli 26’ Maschio 84’ Vukas |

| Arbitro: | Rigato (Mestre) |

|  |           |                                       |
|  | Marcatori | 22’ Gratton 47’ Lojacono 49’ Montuori |

| Genova 29 settembre 1957 4ª giornata | Genoa   | 0 – 0 | Bologna | Stadio Luigi Ferraris\| Arbitro: \| Steiner \| |
| Arbitro:                             | Steiner |       |         |                                                |

| Arbitro: | Orlandini (Roma) |

|                            |           |              |
| Pivatelli 25’ Malavasi 38’ | Marcatori | 43’ Santelli |

| Arbitro: | Campanati (Bologna) |

|                              |           |                                   |
| Bonafin 3’, 20’ Pascutti 16’ | Marcatori | 28’ (rig.) 58’ Tortul 59’ Firmani |

| Arbitro: | Annoscia (Bari) |

|                 |           |  |
| Del Vecchio 25’ | Marcatori |  |

| Arbitro: | Campanati (Milano) |

|                  |           |  |
| Manenti 31’, 58’ | Marcatori |  |

| Bologna 3 novembre 1957 9ª giornata | Bologna           | 0 – 0 | Roma | Stadio Renato Dall'Ara\| Arbitro: \| Liverani (Torino) \| |
| Arbitro:                            | Liverani (Torino) |       |      |                                                           |

| Arbitro: | Adami (Roma) |

|  |           |                           |
|  | Marcatori | 54’ Pivatelli 86’ Maschio |

| Arbitro: | Moriconi (Roma) |

|                                          |           |                                                    |
| Pascutti 42’ Bodi 67’ Corradi 87’ (aut.) | Marcatori | 10’ Nicolè 46’ Charles 58’ Stacchini 59’ Boniperti |

| Arbitro: | Liverani (Torino) |

|  |           |               |
|  | Marcatori | 52’ Pivatelli |

| Arbitro: | Campanati (Milano) |

|  |           |               |
|  | Marcatori | 38’ Pivatelli |

| Arbitro: | Angelini (Firenze) |

|                                |           |              |
| Pivatelli 35’, 81’ Maschio 59’ | Marcatori | 51’ Zavaglio |

| Arbitro: | Liverani (Torino) |

|                             |           |                            |
| Campana 12’, 30’ Marchi 55’ | Marcatori | 4’ Bonafin 16’ (rig.) Bodi |

| Bologna 5 gennaio 1958 16ª giornata | Bologna      | 0 – 0 | Padova | Stadio Renato Dall'Ara\| Arbitro: \| Adami (Roma) \| |
| Arbitro:                            | Adami (Roma) |       |        |                                                      |

| Arbitro: | Rigato (Mestre) |

|  |           |                  |
|  | Marcatori | 17’, 87’ Maschio |

#### Girone di ritorno
| Arbitro: | Liverani (Torino) |

|               |           |  |
| Pentrelli 58’ | Marcatori |  |

| Arbitro: | Lo Bello (Siracusa) |

|                                                         |           |  |
| Pivatelli 25’ (rig.) Pascutti 33’, 38’, 80’ Bonafin 78’ | Marcatori |  |

| Arbitro: | Marchetti (Milano) |

|                         |           |             |
| Julinho 13’ Virgili 20’ | Marcatori | 4’ Pascutti |

| Arbitro: | De Marchi (Pordenone) |

|                               |           |                                             |
| Pascutti 22’ Maschio 45’, 67’ | Marcatori | 32’ Corso 52’ Leopardi 77’ (rig.) Dal Monte |

| Torino 23 febbraio 1958 22ª giornata | Talmone Torino  | 0 – 0 | Bologna | Stadio Filadelfia\| Arbitro: \| Marangio (Roma) \| |
| Arbitro:                             | Marangio (Roma) |       |         |                                                    |

| Arbitro: | Perego (Milano) |

|  |           |            |
|  | Marcatori | 26’ Randon |

| Arbitro: | Angelini (Firenze) |

|            |           |  |
| Maschio 7’ | Marcatori |  |

| Arbitro: | Menchini (Udine) |

|                                 |           |               |
| Pivatelli 10’ Pascutti 44’, 48’ | Marcatori | 17’ A. Vitali |

| Arbitro: | Annoscia (Bari) |

|                           |           |  |
| Da Costa 40’ Lojodice 62’ | Marcatori |  |

| Arbitro: | Lo Bello (Siracusa) |

|  |           |            |
|  | Marcatori | 56’ Vitali |

| Arbitro: | Perego (Milano) |

|                                                    |           |          |
| Sivori 25’ Charles 55’ Boniperti 76’ Stacchini 85’ | Marcatori | 15’ Bodi |

| Bologna 20 aprile 1958 29ª giornata | Bologna          | 0 – 0 | Milan | Stadio Comunale\| Arbitro: \| Jonni (Macerata) \| |
| Arbitro:                            | Jonni (Macerata) |       |       |                                                   |

| Arbitro: | Bonetto (Torino) |

|              |           |             |
| Pascutti 56’ | Marcatori | 63’ Brugola |

| Arbitro: | Liverani (Torino) |

|             |           |               |
| Zavaglio 1’ | Marcatori | 45’ Pivatelli |

| Arbitro: | Boati (Milano) |

|                                                |           |  |
| Pivatelli 32’ Cervellati 45’ Pascutti 52’, 74’ | Marcatori |  |

| Arbitro: | Marchetti (Milano) |

|                              |           |                 |
| Boscolo 3’, 15’ Brighenti 5’ | Marcatori | 17’ (rig.) Bodi |

| Arbitro: | Maurelli (Roma) |

|               |           |  |
| Pivatelli 20’ | Marcatori |  |

### Coppa Italia

#### Fase a gironi
| Arbitro: | Genel (Trieste) |

|                              |           |  |
| Bonafin 5’, 38’ Pascutti 60’ | Marcatori |  |

| Arbitro: | Rigato (Mestre) |

|                       |           |           |
| Bonafin 26’ Fogli 76’ | Marcatori | 25’ Sorio |

| Arbitro: | Butti (Como) |

|                                                  |           |                                            |
| Bonafin 20’, 55’ Fogli 32’ (rig.) Cervellati 81’ | Marcatori | 50’ Fogliani 67’ Campagnoli 69’ Pandolfini |

| Reggio Emilia 29 giugno 1958 4ª giornata – Girone F | Reggiana         | 0 – 0 | Bologna | Stadio Mirabello\| Arbitro: \| Rebuffo (Milano) \| |
| Arbitro:                                            | Rebuffo (Milano) |       |         |                                                    |

| Arbitro: | Moriconi (Roma) |

|                                                                 |           |                        |
| Malatrasi 6’ Oltramari 11’, 47’ Macor 55’ Sorio 58’, 67’ (rig.) | Marcatori | 18’ Pascutti 75’ Fogli |

| Arbitro: | Bartolomei (Roma) |

|                       |           |                              |
| Campagnoli 28’ (rig.) | Marcatori | 23’ (53) Pascutti 79’ Randon |

#### Fase a eliminazione diretta
| Arbitro: | Bonetto (Torino) |

|                         |           |                                     |
| Altafini 40’ Danova 56’ | Marcatori | 24’ Vukas 48’, 81’ Perani 67’ Fogli |

| Arbitro: | Liverani (Torino) |

|                                         |           |                           |
| Montuori 21’ Petris 22’ Hamrin 67’, 85’ | Marcatori | 24’ Pivatelli 82’ Maschio |

| Arbitro: | Gambarotta (Genova) |

|                                   |                      |                                      |
| Sívori 50’ (rig.), 97’ Nicolè 65’ | Marcatori            | 26’ Pivatelli 42’ Perani 98’ Bonafin |
| Sívori Voltolina                  | Tiri di rigore 4 – 4 | Bodi                                 |

## Statistiche

### Statistiche di squadra
| Competizione | Punti | In casa | In casa | In casa | In casa | In casa | In casa | In trasferta | In trasferta | In trasferta | In trasferta | In trasferta | In trasferta | Totale | Totale | Totale | Totale | Totale | Totale | DR |
| Competizione | Punti | G       | V       | N       | P       | Gf      | Gs      | G            | V            | N            | P            | Gf           | Gs           | G      | V      | N      | P      | Gf     | Gs     | DR |
| ------------ | ----- | ------- | ------- | ------- | ------- | ------- | ------- | ------------ | ------------ | ------------ | ------------ | ------------ | ------------ | ------ | ------ | ------ | ------ | ------ | ------ | -- |
| Serie A      | 34    | 17      | 7       | 7       | 3       | 31      | 20      | 17           | 5            | 3            | 9            | 16           | 23           | 34     | 12     | 10     | 12     | 47     | 43     | +4 |
| Coppa Italia |       | 3       | 3       | 0       | 0       | 9       | 4       | 6            | 2            | 2            | 2            | 14           | 16           | 9      | 5      | 2      | 2      | 23     | 20     | +3 |
| Totale       |       | 20      | 10      | 7       | 3       | 40      | 24      | 23           | 7            | 5            | 11           | 30           | 39           | 43     | 17     | 12     | 14     | 70     | 63     | +7 |

### Statistiche dei giocatori
| Giocatore     | Serie A  | Serie A | Coppa Italia | Coppa Italia | Totale   | Totale |
| Giocatore     | Presenze | Reti    | Presenze     | Reti         | Presenze | Reti   |
| ------------- | -------- | ------- | ------------ | ------------ | -------- | ------ |
| L. Bodi       | 26       | 4       | ?            | ?            | 26+      | 4+     |
| G. Bonafin    | 18       | 4       | ?            | ?            | 18+      | 4+     |
| B. Capra      | 11       | 1       | ?            | ?            | 11+      | 1+     |
| C. Cervellati | 12       | 1       | ?            | ?            | 12+      | 1+     |
| V. Gasperi    | 17       | 0       | ?            | ?            | 17+      | 0+     |
| A. Giorcelli  | 5        | -12     | ?            | ?            | 5+       | -12+   |
| F. Greco      | 14       | 0       | ?            | ?            | 14+      | 0+     |
| G. Malavasi   | 4        | 1       | ?            | ?            | 4+       | 1+     |
| H. Maschio    | 28       | 8       | ?            | ?            | 28+      | 8+     |
| G. Mialich    | 22       | 0       | ?            | ?            | 22+      | 0+     |
| E. Pascutti   | 26       | 12      | ?            | ?            | 26+      | 12+    |
| M. Pavinato   | 25       | 0       | ?            | ?            | 25+      | 0+     |
| A. Pilmark    | 29       | 0       | ?            | ?            | 29+      | 0+     |
| G. Pivatelli  | 29       | 12      | ?            | ?            | 29+      | 12+    |
| G. Pomelli    | 1        | 0       | ?            | ?            | 1+       | 0+     |
| F. Randon     | 24       | 1       | ?            | ?            | 24+      | 1+     |
| B. Rota       | 30       | 0       | ?            | ?            | 30+      | 0+     |
| A. Santarelli | 29       | -31     | ?            | ?            | 29+      | -31+   |
| B. Vukas      | 24       | 2       | ?            | ?            | 24+      | 2+     |